# Nagyvárad téri Elméleti Tömb
A Nagyvárad téri Elméleti Tömb (röviden NET, más néven Semmelweis Egyetem Elméleti Tömb, esetleg SOTE-toronyház) egy toronyház Budapest VIII. kerületében, a Nagyvárad téren. 88 méteres magasságával Magyarország legmagasabb irodaépülete és összességében a 3. legmagasabb épülete volt elkészültétől egészen 2021-ig, a Mol Campus megépítéséig.

## Története
Az 1960-as évek végén, 1970-es évek elején Heim Ernő javaslatára kezdtek el főleg Budapesten toronyházakat építeni a városképileg hangsúlyos helyekre, „megjelölve” ezeket a pontokat. Ezen koncepció mentén született meg a debreceni toronyház, vagy az ahhoz nem csak méretében és stílusában, de elhelyezkedésében is hasonló szolnoki toronyház, vagy épp Budapesten az OTP lakóház a Budai Váralagút mellett, Krisztinavárosban.

A Hincz Gyula tervezte ólomüveg az épület aulájában

Az elméleti tömb iránti igényt az a tény hívta életre, hogy akkoriban a Semmelweis Orvostudományi Egyetem már kinőtte az eredeti, még az 1880-as években emelt épületét, ami lassan kilencven év elteltével már csak nehezen felelt meg az orvostudomány fejlődésével együtt megváltozott oktatási igényeknek is. 
1963-ban írtak ki tervpályázatot rá, amit Südi Ernő, Wágner László és Gerlóczy Gedeon nyertek meg. Közülük végül Wágner tervei alapján épült fel a tömb. A kivitelező az akkori nevén 21. sz. Állami Építőipari Vállalat, azaz mai nevén a Magyar Építő Zrt. volt.  Az építkezés 1971. április 30-án kezdődött az ünnepélyes alapkőletétellel. A 22 emeletes irodaház kifejezetten az egyetem számára épült és hét évnyi munka után, 1978 februárjára készült el teljesen. Az épületet több lépcsőben, már az építkezés közben elkezdte használatba venni az egyetem, hivatalos átadása pedig már 1976-ban megtörtént. Átadásakor Budapest és egész Magyarország legmagasabb nem középülete lett, egyben az ország harmadik legmagasabb épülete. Csak az Országház és a Szent István-bazilika volt magasabb nála. A 2022 decemberáben átadott Mol Campus tornya vette át az első helyezett pozícióját. Azóta a negyedik lett a sorban.
A toronyházhoz lábainál elterülő két emelet magas „lepényépület” az aulát, az 570 fős dísztermet, két darab 310 fős nagy előadótermet (a „zöld” és a „barna” előadóterem), valamint kisebb szemináriumi termeket és irodákat tartalmaz. Az irodák egyike ma a Hallgatói Önkormányzat székhelye.
Az épület egyik különlegessége a 970 négyzetméteres aula, valamint az ott található, mintegy hét méter magas és huszonegy méter széles ólomüveg, amit Hincz Gyula tervezett.
A liftjeit 2003-ban cserélték újakra.

## Érdekesség
Az Országos Katasztrófavédelmi Sportegyesület 2000 óta minden évben a torony lépcsőházában rendezi meg  az Országos Tűzoltó Lépcsőfutó Versenyt. A versenyre jelentkező tűzoltóknak a nagyjából harminc kilogramm súlyú teljes tűzoltófelszerelésben, légzőkészülékkel az arcukon kell minél gyorsabban felérniük a földszintről a legfelső emeletre. A rekord 2003 óta 2 perc és 23 másodperc.